# Seznam olympijských medailistů v moderním pětiboji
Toto je kompletní seznam olympijských medailistů v moderním pětiboji z let 1912 až 2020.

## Muži
| Rok      | Zlato                                    | Stříbro                                        | Bronz                                           |
| -------- | ---------------------------------------- | ---------------------------------------------- | ----------------------------------------------- |
| LOH 1912 | Gösta Lilliehöök · Švédsko (SWE)         | Gösta Åsbrink · Švédsko (SWE)                  | Georg de Laval · Švédsko (SWE)                  |
| LOH 1920 | Gustaf Dyrssen · Švédsko (SWE)           | Erik de Laval · Švédsko (SWE)                  | Gösta Runö · Švédsko (SWE)                      |
| LOH 1924 | Bo Lindman · Švédsko (SWE)               | Gustaf Dyrssen · Švédsko (SWE)                 | Bertil Uggla · Švédsko (SWE)                    |
| LOH 1928 | Sven Thofelt · Švédsko (SWE)             | Bo Lindman · Švédsko (SWE)                     | Helmut Kahl · Německo (GER)                     |
| LOH 1932 | Johan Oxenstierna · Švédsko (SWE)        | Bo Lindman · Švédsko (SWE)                     | Richard Mayo · Spojené státy americké (USA)     |
| LOH 1936 | Gotthard Handrick · Německo (GER)        | Charles Leonard · Spojené státy americké (USA) | Silvano Abba · Itálie (ITA)                     |
| LOH 1948 | William Grut · Švédsko (SWE)             | George Moore · Spojené státy americké (USA)    | Gösta Gärdin · Švédsko (SWE)                    |
| LOH 1952 | Lars Hall · Švédsko (SWE)                | Gábor Benedek · Maďarsko (HUN)                 | István Szondy · Maďarsko (HUN)                  |
| LOH 1956 | Lars Hall · Švédsko (SWE)                | Olavi Mannonen · Finsko (FIN)                  | Wäinö Korhonen · Finsko (FIN)                   |
| LOH 1960 | Ferenc Németh · Maďarsko (HUN)           | Imre Nagy · Maďarsko (HUN)                     | Robert Beck · Spojené státy americké (USA)      |
| LOH 1964 | Ferenc Török · Maďarsko (HUN)            | Igor Novikov · Sovětský svaz (URS)             | Albert Mokeyev · Sovětský svaz (URS)            |
| LOH 1968 | Björn Ferm · Švédsko (SWE)               | András Balczó · Maďarsko (HUN)                 | Pavel Lednyov · Sovětský svaz (URS)             |
| LOH 1972 | András Balczó · Maďarsko (HUN)           | Boris Onishchenko · Sovětský svaz (URS)        | Pavel Lednyov · Sovětský svaz (URS)             |
| LOH 1976 | Janusz Pyciak-Peciak · Polsko (POL)      | Pavel Lednyov · Sovětský svaz (URS)            | Jan Bártů · Československo (TCH)                |
| LOH 1980 | Anatolij Starostin · Sovětský svaz (URS) | Tamás Szombathelyi · Maďarsko (HUN)            | Pavel Lednyov · Sovětský svaz (URS)             |
| LOH 1984 | Daniele Masala · Itálie (ITA)            | Svante Rasmuson · Švédsko (SWE)                | Carlo Massullo · Itálie (ITA)                   |
| LOH 1988 | János Martinek · Maďarsko (HUN)          | Carlo Massullo · Itálie (ITA)                  | Vakhtang Iagorashvili · Sovětský svaz (URS)     |
| LOH 1992 | Arkadiusz Skrzypaszek · Polsko (POL)     | Attila Mizsér · Maďarsko (HUN)                 | Eduard Zenovka · Sjednocený tým (EUN)           |
| LOH 1996 | Alexandr Parygin · Kazachstán (KAZ)      | Eduard Zenovka · Rusko (RUS)                   | János Martinek · Maďarsko (HUN)                 |
| LOH 2000 | Dmitrij Svatkovskij · Rusko (RUS)        | Gábor Balogh · Maďarsko (HUN)                  | Pavel Dovgal · Bělorusko (BLR)                  |
| LOH 2004 | Andrej Mojsejev · Rusko (RUS)            | Andrejus Zadneprovskis · Litva (LTU)           | Libor Capalini · Česko (CZE)                    |
| LOH 2008 | Andrej Mojsejev · Rusko (RUS)            | Edvinas Krungolcas · Litva (LTU)               | Andrejus Zadneprovskis · Litva (LTU)            |
| LOH 2012 | David Svoboda · Česko (CZE)              | Čung-žung Cchao · Čína (CHN)                   | Adam Marosi · Maďarsko (HUN)                    |
| LOH 2016 | Alexandr Lesun · Rusko (RUS)             | Pavlo Tymoščenko · Ukrajina (UKR)              | Ismael Marcelo Hernandez Uscanga · Mexiko (MEX) |
| LOH 2020 | Joe Choong · Velká Británie (GBR)        | Ahmad Aldžandí · Egypt (EGY)                   | Jun Woong-tae · Jižní Korea (KOR)               |
| LOH 2024 | Ahmad Aldžandí · Egypt (EGY)             | Taišu Sato · Japonsko (JPN)                    | Giorgio Malan · Itálie (ITA)                    |

## Ženy
| Rok      | Zlato                                 | Stříbro                                      | Bronz                                   |
| -------- | ------------------------------------- | -------------------------------------------- | --------------------------------------- |
| LOH 2000 | Stephanie Cook · Velká Británie (GBR) | Emily de Riel · Spojené státy americké (USA) | Kate Allenby · Velká Británie (GBR)     |
| LOH 2004 | Zsuzsanna Vörös · Maďarsko (HUN)      | Jeļena Rubļevska · Lotyšsko (LAT)            | Georgina Harland · Velká Británie (GBR) |
| LOH 2008 | Lena Schöneborn · Německo (GER)       | Heather Fell · Velká Británie (GBR)          | Victoria Tereshuk · Ukrajina (UKR)      |
| LOH 2012 | Laura Asadauskaitė · Litva (LTU)      | Samantha Murrayová · Velká Británie (GBR)    | Yane Marques · Brazílie (BRA)           |
| LOH 2016 | Chloe Esposito · Austrálie (AUS)      | Élodie Clouvelová · Francie (FRA)            | Oktawia Nowacka · Polsko (POL)          |
| LOH 2020 | Kate Frenchová · Velká Británie (GBR) | Laura Asadauskaitė · Litva (LTU)             | Sarolta Kovácsová · Maďarsko (HUN)      |
| LOH 2024 | Michelle Gulyásová · Maďarsko (HUN)   | Élodie Clouvelová · Francie (FRA)            | Song Sung-min · Jižní Korea (KOR)       |

## Družstva (ukončeno)
| Rok      | Zlato                                                                         | Stříbro                                                                              | Bronz                                                                        |
| -------- | ----------------------------------------------------------------------------- | ------------------------------------------------------------------------------------ | ---------------------------------------------------------------------------- |
| LOH 1952 | · Maďarsko (HUN) · Gábor Benedek · Aladár Kovácsi · István Szondy             | · Švédsko (SWE) · Lars Hall · Torsten Lindqvist · Claes Egnell                       | · Finsko (FIN) · Olavi Mannonen · Lauri Vilkko · Olavi Rokka                 |
| LOH 1956 | · Sovětský svaz (URS) · Igor Novikov · Aleksandr Tarasov · Ivan Deryugin      | · Spojené státy americké (USA) · George Lambert · William Andre · Jack Daniels       | · Finsko (FIN) · Olavi Mannonen · Wäinö Korhonen · Berndt Katter             |
| LOH 1960 | · Maďarsko (HUN) · Ferenc Németh · Imre Nagy · András Balczó                  | · Sovětský svaz (URS) · Igor Novikov · Nikolay Tatarinov · Hanno Selg                | · Spojené státy americké (USA) · Robert Beck · George Lambert · Jack Daniels |
| LOH 1964 | · Sovětský svaz (URS) · Igor Novikov · Albert Mokeyev · Viktor Mineyev        | · Spojené státy americké (USA) · James Moore · David Kirkwood · Paul Pesthy          | · Maďarsko (HUN) · Ferenc Török · Imre Nagy · Ottó Török                     |
| LOH 1968 | · Maďarsko (HUN) · András Balczó · István Móna · Ferenc Török                 | · Sovětský svaz (URS) · Boris Onishchenko · Pavel Lednyov · Stasys Šaparnis          | · Francie (FRA) · Raoul Gueguen · Lucien Guiguet · Jean-Pierre Giudicelli    |
| LOH 1972 | · Sovětský svaz (URS) · Boris Onishchenko · Pavel Lednyov · Vladimir Shmelyov | · Maďarsko (HUN) · András Balczó · Zsigmond Villányi · Pál Bakó                      | · Finsko (FIN) · Risto Hurme · Veikko Salminen · Martti Ketelä               |
| LOH 1976 | · Velká Británie (GBR) · Jim Fox · Danny Nightingale · Adrian Parker          | · Československo (TCH) · Jan Bártů · Bohumil Starnovský · Jiří Adam                  | · Maďarsko (HUN) · Tamás Kancsal · Tibor Maracskó · Szvetiszláv Sasics       |
| LOH 1980 | · Sovětský svaz (URS) · Anatolij Starostin · Pavel Lednyov · Yevgeny Lipeyev  | · Maďarsko (HUN) · Tamás Szombathelyi · Tibor Maracskó · László Horváth              | · Švédsko (SWE) · Svante Rasmuson · Lennart Pettersson · George Horváth      |
| LOH 1984 | · Itálie (ITA) · Daniele Masala · Pier Paolo Cristofori · Carlo Massullo      | · Spojené státy americké (USA) · Michael Storm · Robert Gregory Losey · Dean Glenesk | · Francie (FRA) · Paul Four · Didier Boube · Joël Bouzou                     |
| LOH 1988 | · Maďarsko (HUN) · János Martinek · Attila Mizsér · László Fábián             | · Itálie (ITA) · Carlo Massullo · Daniele Masala · Gianluca Tiberti                  | · Velká Británie (GBR) · Richard Phelps · Dominic Mahony · Graham Brookhouse |
| LOH 1992 | · Polsko (POL) · Arkadiusz Skrzypaszek · Dariusz Goździak · Maciej Czyżowicz  | · Sjednocený tým (EUN) · Anatolij Starostin · Dmitri Svatkovskiy · Eduard Zenovka    | · Itálie (ITA) · Gianluca Tiberti · Carlo Massullo · Roberto Bomprezzi       |